# شهرستان فرمونت (وایومینگ)
شهرستان فرمونت، وایومینگ (به انگلیسی: Fremont County, Wyoming) یک سکونتگاه مسکونی در ایالات متحده آمریکا است که در وایومینگ واقع شده‌است.

## خصوصیات
شهرستان فرمونت ۲۳٬۹۹۸٫۹۶ کیلومترمربع مساحت دارد.